# RDS-kupa
Az RDS-kupa egy díj a QMJHL-ben, melyet a legjobb újoncnak ítélnek oda. A jégkorongkupát 1991-ben alapították és akkor Molson-kupa volt a neve 1994-ig, majd ezután 1994–1996 között New Face-kupa volt a neve. 1996 óta RDS-kupa a neve köszönhetően a Réseau des sportsnak (RDS).

## A díjazottak
| Szezon        | Játékos                | Csapat                       |
| RDS-kupa      | RDS-kupa               | RDS-kupa                     |
| ------------- | ---------------------- | ---------------------------- |
| 2013–2014     | Nikolaj Ehlers         | Halifax Mooseheads           |
| 2012–2013     | Valentyin Zikov        | Baie-Comeau Drakkar          |
| 2011–2012     | Mihail Grigorenko      | Québec Remparts              |
| 2010–2011     | Charles Hudon          | Chicoutimi Saguenéens        |
| 2009–2010     | Petr Straka            | Rimouski Océanic             |
| 2008–2009     | Dmitrij Kuljikov       | Drummondville Voltigeurs     |
| 2007–2008     | Olivier Roy            | Cape Breton Screaming Eagles |
| 2006–2007     | Jakub Voráček          | Halifax Mooseheads           |
| 2005–2006     | Ondřej Pavelec         | Cape Breton Screaming Eagles |
| 2004–2005     | Derick Brassard        | Drummondville Voltigeurs     |
| 2003–2004     | Sidney Crosby          | Rimouski Océanic             |
| 2002–2003     | Petr Vrána             | Halifax Mooseheads           |
| 2001–2002     | Benoit Mondou          | Baie-Comeau Drakkar          |
| 2000–2001     | Pierre-Marc Bouchard   | Chicoutimi Sagueneens        |
| 1999–2000     | Christopher Montgomery | Montréal Rocket              |
| 1998–1999     | Ladislav Nagy          | Halifax Mooseheads           |
| 1997–1998     | Mike Ribeiro           | Rouyn-Noranda Huskies        |
| 1996–1997     | Vincent Lecavalier     | Rimouski Océanic             |
| New Face-kupa |                        |                              |
| 1995–1996     | Nem került kiosztásra  | Nem került kiosztásra        |
| 1994–1995     | Steve Brule            | Saint-Jean Lynx              |
| Molson-kupa   |                        |                              |
| 1993–1994     | Christian Matte        | Granby Bisons                |
| 1992–1993     | Ian Laperrière         | Drummondville Voltigeurs     |
| 1992–1993     | Martin Lapointe        | Laval Titan                  |
| 1991–1992     | Alexandre Daigle       | Victoriaville Tigres         |